# Cedrelopsis
Cedrelopsis ist eine Pflanzengattung in der Familie der Rautengewächse (Rutaceae). Sie ist mit etwa acht Arten auf Madagaskar heimisch.

## Beschreibung
Cedrelopsis-Arten wachsen als Sträucher oder Bäume. Sie besitzen einen aromatischen Geruch. Die wechselständig angeordneten Laubblätter besitzen eine paarig gefiederte Blattspreite.
Die Blütenstände sind Thyrsen. Es kommen zwittrige, rein männliche und rein weibliche Blüten vor (Polygamie). Die Blüten sind radiärsymmetrisch und fünfzählig mit doppelter Blütenhülle. Die fünf Kelchblätter sind nur an ihrer Basis verwachsen. Es sind fünf Kronblätter vorhanden. Es ist nur ein Kreis mit fünf fertilen Staubblättern vorhanden. Der sitzende, selten zwei-, meist drei- bis fünfkammerige Fruchtknoten ist länglich. In jeder Fruchtknotenkammer sind zwei Samenanlagen vorhanden.

## Systematik
Die Gattung Cedrelopsis wurde 1893 durch Henri Ernest Baillon in Histoire Physique, Naturelle et Politique de Madagascar, Tafel 257 aufgestellt. Typusart ist Cedrelopsis grevei Baill. & Courchet. Ein Synonym für Cedrelopsis Baill. ist Katafa Costantin & Poiss..
Die Geschichte der systematische Einordnung dieser Gattung ist wechselhaft. In der Bearbeitung für die Flore de Madagascar et des Comores aus dem Jahr 1991 wurde Cedrelopsis zusammen mit der monotypischen afrikanischen Gattung Ptaeroxylon in die kleine Familie Ptaeroxylaceae eingeordnet. Später erfolgte eine Zuordnung zu den Mahagonigewächse (Meliaceae). Inzwischen werden die früheren Ptaeroxylaceae in die breiter umschriebenen Rautengewächse (Rutaceae) einbezogen. Die Gattung Cedrelopsis gehört zur Unterfamilie Spathelioideae innerhalb der Familie der Rutaceae.

### Arten mit Verbreitung
Die Gattung umfasst die folgenden acht Arten:
- Cedrelopsis ambanjensis J.F.Leroy: Sie ist nur von zwei bis fünf Standorten in den Provinzen Antsiranana sowie Mahajanga bekannt.
- Cedrelopsis gracilis J.F.Leroy: Sie ist nur von einem Standort in der Provinz Toliara bekannt.
- Cedrelopsis grevei Baill. & Courchet: Sie kommt in den Provinzen Antsiranana, Mahajanga sowie Toliara vor.
- Cedrelopsis longibracteata J.F.Leroy: Sie ist nur von zwei bis fünf Standorten in den Provinzen Antsiranana sowie Toliara bekannt.
- Cedrelopsis microfoliolata J.F.Leroy: Sie kommt in den Provinzen Antsiranana, Mahajanga sowie Toliara vor.
- Cedrelopsis procera J.F.Leroy: Sie ist nur von zwei bis fünf Standorten in der Provinz Antsiranana bekannt.
- Cedrelopsis rakotozafyi Cheek & M.Lescot: Sie ist nur von zwei bis fünf Standorten in der Provinz Antsiranana bekannt.
- Cedrelopsis trivalvis J.F.Leroy: Sie kommt in den Provinzen Antsiranana, Fianarantsoa sowie Mahajanga vor.